# Greg Smith
Gregory "Greg" Smith é um jogador de basquetebol profissional que atualmente joga no Chicago Bulls da NBA.

## Estatísticas na NBA

### Temporada Regular
| Ano      | Equipe          | PJ | PT | MPJ  | AP   | 3P   | LL   | RT  | AS  | BR  | TO  | PPJ |
| -------- | --------------- | -- | -- | ---- | ---- | ---- | ---- | --- | --- | --- | --- | --- |
| 2011-12  | Houston Rockets | 8  | 0  | 8.6  | .636 | .000 | .000 | 2.5 | 0.1 | 0.3 | 0.6 | 1.8 |
| 2012-13  | Houston Rockets | 70 | 10 | 15.9 | .620 | .000 | .623 | 4.6 | 0.4 | 0.3 | 0.6 | 6.0 |
| 2013-14  | Houston Rockets | 11 | 0  | 9.1  | .643 | .000 | .400 | 2.5 | 0.0 | 0.1 | 0.2 | 3.5 |
| Carreira |                 | 89 | 10 | 14.4 | .623 | .000 | .615 | 4.1 | 0.3 | 0.2 | 0.5 | 5.3 |

### Playoffs
| Ano      | Equipe          | PJ | PT | MPJ  | AP   | 3P   | LL   | RT  | AS  | BR  | TO  | PPJ |
| -------- | --------------- | -- | -- | ---- | ---- | ---- | ---- | --- | --- | --- | --- | --- |
| 2012-13  | Houston Rockets | 5  | 1  | 11.8 | .667 | .000 | .500 | 2.6 | 0.0 | 0.4 | 0.4 | 3.6 |
| Carreira |                 | 5  | 1  | 11.8 | .667 | .000 | .500 | 2.6 | 0.0 | 0.4 | 0.4 | 3.6 |